# Debbie Flintoff-King
Debbie Flintoff-King, född den 20 april 1960 i Melbourne, är en australisk före detta friidrottare som tävlade under 1980-talet och början av 1990-talet på 400 meter häck.
Flintoff-King vann under början av 1980-talet två raka guld i samväldesspelen på 400 meter häck, dels 1982 och dels 1986. 1986 vann hon även guld på 400 meter slätt. Vid VM 1987 i Rom slutade hon tvåa efter östtyskan Sabine Busch. 
Flintoff-Kings främsta merit kom vid OS 1988 där hon vann OS-guld en hundradel före sovjetiskan Tatjana Ledovskaja. Hennes tid i finalen 53,17 blev ett nytt personligt rekord.
Vid OS 2000 i Sydney var hon en av de sista som bar den olympiska elden inne på arenan.